# Andrés Sebastián (taekwondo)
Andrés Sebastián (23 de febrero de 1979) es un deportista dominicano que compitió en taekwondo. Ganó dos medallas de bronce en el Campeonato Panamericano de Taekwondo en los años 1998 y 2000.

## Palmarés internacional
| Campeonato Panamericano | Campeonato Panamericano | Campeonato Panamericano | Campeonato Panamericano |
| Año                     | Lugar                   | Medalla                 | Categoría               |
| ----------------------- | ----------------------- | ----------------------- | ----------------------- |
| 1998                    | Lima (Perú)             | Medalla de bronce       | –58 kg                  |
| 2000                    | Oranjestad (Aruba)      | Medalla de bronce       | –62 kg                  |